# Soprannomi regali dei jazzisti

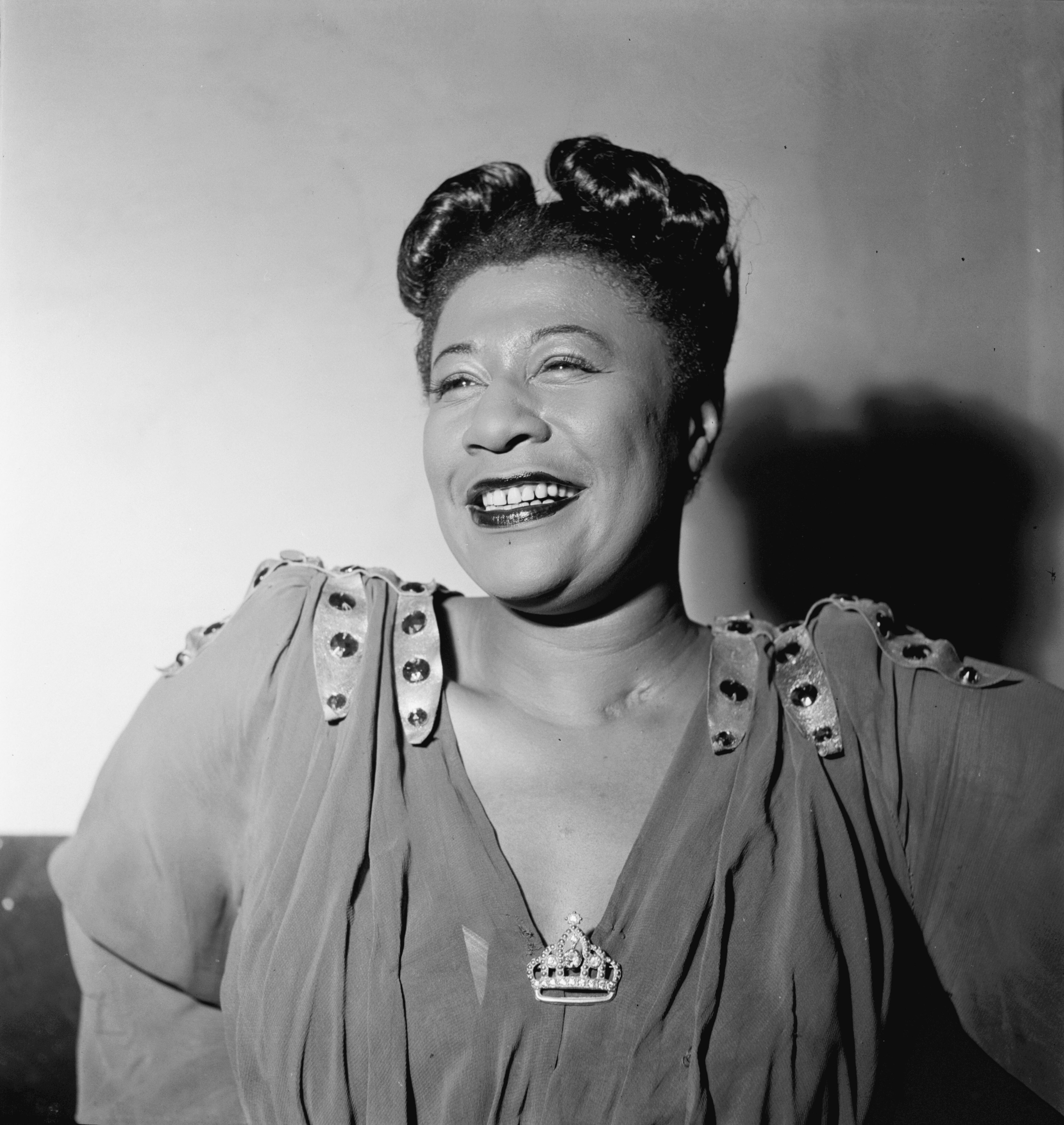
La cantante jazz Ella Fitzgerald è stata soprannominata Regina del Jazz.

Diversi jazzisti hanno utilizzato titoli regali come soprannomi. La pratica risale a New Orleans all'inizio del XX secolo, cioè agli inizi della storia del jazz. Per indicare questi musicisti è stato talvolta utilizzato il termine jazz royalty (lett. "i reali del jazz"), che tuttavia può indicare anche in modo metaforico un qualsiasi insieme di jazzisti importanti. Oltre ai titoli regali (come re, regina, principe ecc.) sono anche stati utilizzati come soprannomi titoli nobiliari (conte, duca ecc.).
Alcuni di questi titoli sono stati coniati dal pubblico, altri da amici o colleghi, altri dai musicisti stessi, spesso per fini di marketing. Il caso più emblematico è quello di Paul Whiteman, che il 13 agosto 1923 inscenò letteralmente una cerimonia di incoronazione e iniziò ad utilizzare il titolo King of Jazz (lett. "Re del jazz").

## Titoli

### King
- King Bolden: Buddy Bolden[3]
- The King of Swing: Benny Goodman[4]
- King Oliver (Joseph Nathan Oliver)
- Nat King Cole (Nathaniel Adams Coles)
- King Pleasure (Clarence Beeks)

### Queen
- La Regina dello Swing: Mildred Bailey
- La Regina del Jazz: Ella Fitzgerald[5]
- L'Imperatrice del Blues: Bessie Smith[6]

### Altri titoli reali
- Il Principe delle Tenebre: Miles Davis[7][8]
- Il Maharaja: Oscar Peterson[9]
- Il Duca: Duke Ellington
- Il Principe del Cool: Chet Baker

### Nobiltà non reale
- Conte: William James "Count" Basie
- Lady Day: Billie Holiday
- Madre del Blues: Ma Rainey
- Padre del Blues: W. C. Handy
- Prez (Il Presidente): Lester Young